# Eirik Bakke
Eirik Bakke (Sogndal, Noruega, 13 de septiembre de 1977) es un exfutbolista y entrenador noruego.
Como futbolista jugaba de centrocampista, y fue internacional absoluto por la selección de Noruega entre 1999 y 2008 con la que disputó 27 encuentros.

## Clubes

### Como jugador
| Club                      | País       | Año       |
| ------------------------- | ---------- | --------- |
| Sogndal                   | Noruega    | 1993-1999 |
| Leeds United FC           | Inglaterra | 1999-2006 |
| Aston Villa FC (préstamo) | Inglaterra | 2005-2006 |
| SK Brann                  | Noruega    | 2006-2010 |
| Sogndal                   | Noruega    | 2011-2012 |

### Como entrenador
| Club    | País    | Año       |
| ------- | ------- | --------- |
| Sogndal | Noruega | 2015-2021 |

## Palmarés
SK Brann
- Premier League de Noruega: 2006-07

- Datos: Q2332381
- Multimedia: Eirik Bakke / Q2332381